# گیتوی
گیتوی، (به انگلیسی: Gateway) شرکت سخت‌افزار رایانه آمریکایی است، که در زمینه تولید، توسعه و بازاریابی طیف وسیعی از کامپیوترهای شخصی، مانیتورها و سرورهای رایانه‌ای فعالیت می‌نماید.
شرکت گیتوی در سال ۱۹۸۵ توسط تد وایت و مایک هموند در سیووکس سیتی، آیووا تأسیس شد. این شرکت در سال ۲۰۰۷ توسط کمپانی ایسر، به ارزش ۷۱۰ میلیون دلار، خریداری شد و هم‌اکنون از زیرمجموعه‌های آن به‌شمار می‌آید. دفتر مرکزی شرکت گیتوی در شهر ارواین، کالیفرنیا قرار دارد.